# IA (虛構人物)
（表记为字母全大写）是日本经纪公司1st Place打造的虚构人物，根据其一系列运行在各语音合成软件的语音（歌声）库展开。IA的造型设计由日本漫畫家赤坂明创作，IA的语音数据由日本創作歌手Lia演出录制。IA在1st Place旗下音乐厂牌IA Project的运营下通过三维计算机动画的形式作为虚拟艺人活跃。

## 发展
2011年6月8日，日本乐器生产企业雅马哈公布Vocaloid的第三个版本「Vocaloid」，同时，1st Place宣布即将推出一款由其签约歌手Lia献声的Vocaloid歌声库。之后在10月20日，1st Place发布一则此款歌声库的预告片，公开角色名称为IA，以及日本漫畫家赤坂明担任造型设计。2011年12月16日，1st Place宣布发行日期定于2012年1月27日。2014年1月27日，1st Place宣布计划推出扩展音色的歌声库，同时提供体验α版下载。2017年10月17日，在与视频游戏《仙境传说》联动中公开IA的身高为155cm，体重为45kg。2018年1月27日，作为虚拟艺人的IA在纪念直播的粉丝问答中说道自己喜欢吃樱花麻糬，吹头发加护理要花费一个小时，经常和妹妹吵架，喜欢fuwafuwa的拟声词，上台前从不紧张，擅长清洁洗衣服，喜欢去箱根和伊豆这样的地方泡温泉，作息是早睡早起。2019年1月26日，IA在现场音乐会「Aria」中扩充了背景信息，IA是来自行星Aria的精灵，母亲是猫精灵Chiko，祖父是木精灵长老，舞蹈老师是猎豹精灵Cheet，声乐老师是鸟精灵Nix，来到地球是为了生命、爱与和平。2021年10月9日，日本插画师Simanerikotton（しまねりこっとん）宣布为Cevio AI版歌声库绘制了主视觉图。

## 语音库
| 年份                       | 标题                                          | 语音库                               | 引擎       | 平台                        | 操作系统      |
| 歌声合成                   | 歌声合成                                      | 歌声合成                             | 歌声合成   | 歌声合成                    | 歌声合成      |
| -------------------------- | --------------------------------------------- | ------------------------------------ | ---------- | --------------------------- | ------------- |
| 2012年                     | 《IA -Aria on the Planetes-》                 | - IA                                 | Vocaloid 3 | Vocaloid 3 Editor及更高版本 | Windows macOS |
| 2014年                     | 《IA Rocks -Aria on the Planetes-》           | - IA_ROCKS                           | Vocaloid 3 | Vocaloid 3 Editor及更高版本 | Windows macOS |
| 2016年                     | 应用内购项目                                  | - IA - IA ROCKS                      | ——         | Mobile Vocaloid Editor      | iOS           |
| 2017年                     | 应用内购项目                                  | - Vocaloid IA                        | ——         | VKB-100                     | ——            |
| 2018年                     | 《IA English C -Aria on the Planetes-》       | - IA (En) Natural - IA (En) Powerful | Cevio      | Cevio CS                    | Windows       |
| 2021年                     | 《IA AI Song -Aria on the Planetes-》         | - IA                                 | Cevio AI   | Cevio AI Song Editor        | Windows       |
| 2021年                     | 《IA AI Song English -Aria on the Planetes-》 | - IA (ENG)                           | Cevio AI   | Cevio AI Song Editor        | Windows       |
| 文语转换                   |                                               |                                      |            |                             | Windows       |
| 2017年                     | 《IA Talk -Aria on the Planetes-》            | - IA                                 | Cevio      | Cevio CS                    | Windows       |
| 2021年                     | 《Cevio AI IA Talk -Aria on the Planetes-》   | - IA                                 | Cevio AI   | Cevio AI Talk Editor        | Windows       |
| 「——」表示不适用或不确认。 |                                               |                                      |            |                             |               |

Vocaloid是日本乐器生产企业雅马哈基于波形拼接开发的歌声合成技术。Cevio是日本软件公司Techno-Speech基于隐马尔可夫模型的语音合成技术，Cevio AI是Techno-Speech基于深度神经网络开发的语音合成技术。

### 歌声合成
- 《IA -Aria on the Planetes-》是由1st Place开发，于2012年1月27日由雅马哈和1st Place发行的Vocaloid日语歌声库，推荐节奏在每分钟63至228拍之间，推荐音域在B2至A4之间。开发工程师是日本音乐组合Anant-Garde Eyes成员永见龙生，此组合曾与麻枝准合作了多部歌曲的编曲。[8]在其DVD规格的首发限量版中，附带〈鳥之詩〉的已调整Vocaloid工程文件和Wave音频文件、DVD合辑《IA/1.0.0》，以及初学者指南的手册。[9][10]

- 《IA Rocks -Aria on the Planetes-》是由1st Place开发，于2014年6月27日发行的第二部Vocaloid日语歌声库，作为第一部的扩展，音色更具力量感，推荐节奏在每分钟95至228拍之间，推荐音域在B2至A4之间。除此之外，其DVD规格附带DVD「IA Rocks Demo Song &素材集」，收录了12首演示曲的音频文件（原曲和伴奏）和已调整工程文件，以及IA的Live Drive形象三维模型。[11][12]

- 针对Mobile Vocaloid Editor开发的日语歌声库「IA」和「IA Rocks」，作為应用内购项目于2016年4月18日发行。

- 內置于肩背式鍵盤VKB-100的日语歌声库「Vocaloid IA」，通过关联应用的内购项目激活。

- 《IA English C -Aria on the Planetes-》是由1st Place开发，于2018年6月29日发行的Cevio英语歌声库组合，包含「Natural」和「Powerful」两部不同音色歌声库。[13]

- 《IA AI Song -Aria on the Planetes-》是由1st Place开发，于2021年10月27日发行的Cevio AI日语歌声库。[14]

- 《IA AI Song English -Aria on the Planetes-》是由1st Place开发，于2021年10月27日发行的Cevio AI英语歌声库。[14]

### 文语转换
- 《IA Talk -Aria on the Planetes-》是由1st Place开发，于2017年3月1日发行的Cevio日语语音库，感情参数有High、Normal、Low和Bad。[15]

- 《Cevio AI IA Talk -Aria on the Planetes-》是由1st Place开发，于2021年3月12日发行的Cevio AI日语语音库，使用之前录制的语音数据迅训练，感情参数有Bright、Normal、Strong和Dark。[16][17]

## 其他媒体

### 合辑

#### 1st Place
| 《IA/00》                                                                      | - 发行日期：2011年12月29日 - 唱片公司：Queens Label - 格式：CD                | ——  |
| 《IA/01 -Birth-》                                                              | - 发行日期：2012年4月25日 - 唱片公司：IA Project - 格式：CD，CD+DVD           | 33  |
| 《IA/02 -Color-》                                                              | - 发行日期：2013年1月30日 - 唱片公司：IA Project - 格式：CD，流媒体，数字下载 | 50  |
| 《Circuit Beats -Super GT 20th Anniversary-》 （IA × Super GT）                | - 发行日期：2013年10月30日 - 唱片公司：IA Project - 格式：CD，数字下载        | 138 |
| 《IA/03 -Vision-》                                                             | - 发行日期：2014年11月5日 - 唱片公司：IA Project - 格式：CD，流媒体，数字下载 | 88  |
| 《Guitar Magazine Presents Super Guitarist Meets IA》 （IA × Guitar Magazine） | - 发行日期：2015年7月29日 - 唱片公司：IA Project - 格式：CD                   | 142 |
| 《IA/04 -Star-》                                                               | - 发行日期：2018年3月28日 - 唱片公司：IA Project - 格式：CD，流媒体，数字下载 | 140 |
| 《Pray for Real》                                                              | - 发行日期：2020年12月9日 - 唱片公司：IA Project - 格式：CD，流媒体，数字下载 | 98  |
| “——”表示专辑未上榜或未在该地区发行。                                           |                                                                               |     |

#### Team Entertainment
| 《IA the World ～光～》              | - 发行日期：2012年6月27日 - 唱片公司：Team Entertainment - 格式：CD  | 153 |
| 《IA the World ～风～》              | - 发行日期：2012年9月26日 - 唱片公司：Team Entertainment - 格式：CD  | 193 |
| 《IA the World ～影～》              | - 发行日期：2012年12月26日 - 唱片公司：Team Entertainment - 格式：CD | 224 |
| 《IA the World ～星～》              | - 发行日期：2013年4月3日 - 唱片公司：Team Entertainment - 格式：CD   | 154 |
| 《IA the World ～翼～》              | - 发行日期：2013年7月3日 - 唱片公司：Team Entertainment - 格式：CD   | 177 |
| 《IA the World ～键～》              | - 发行日期：2013年10月2日 - 唱片公司：Team Entertainment - 格式：CD  | 195 |
| 《IA the World ～梦～》              | - 发行日期：2014年2月5日 - 唱片公司：Team Entertainment - 格式：CD   | 134 |
| 《IA the World ～红～》              | - 发行日期：2014年7月2日 - 唱片公司：Team Entertainment - 格式：CD   | 163 |
| 《IA the World ～苍～》              | - 发行日期：2014年7月2日 - 唱片公司：Team Entertainment - 格式：CD   | 169 |
| 《IA the World ～心～》              | - 发行日期：2014年10月8日 - 唱片公司：Team Entertainment - 格式：CD  | 196 |
| 《IA the World ～华～》              | - 发行日期：2015年2月11日 - 唱片公司：Team Entertainment - 格式：CD  | 196 |
| 《IA the World ～雨～》              | - 发行日期：2015年5月13日 - 唱片公司：Team Entertainment - 格式：CD  | 149 |
| 《IA the World ～刻～》              | - 发行日期：2015年8月5日 - 唱片公司：Team Entertainment - 格式：CD   | 206 |
| “——”表示专辑未上榜或未在该地区发行。 |                                                                      |     |

### 現場影集
| 《IA 1st Live Concert in Japan“Party a Go-Go”》 | - 发行日期：2017年1月25日 - 唱片公司：IA Project - 格式：Blu-ray，DVD | 94 |
| “——”表示专辑未上榜或未在该地区发行。            |                                                                       |    |

### 現場专辑
| 《Musical & Live Show “Aria” Original Soundtrack》 | - 发行日期：2020年5月18日 - 唱片公司：IA Project - 格式：CD | — |
| “——”表示专辑未上榜或未在该地区发行。               |                                                             |   |

### 原声带
| 《IA/VT -Colorful- Original Sound Collection 1》 | - 发行日期：2015年7月29日 - 唱片公司：IA Project - 格式：CD | 163 |
| “——”表示专辑未上榜或未在该地区发行。             |                                                             |     |

### 视频游戏
《Ia/VT Colorful》是由Marvelous以IA为主题开发，于2015年7月30日发行的节奏游戏，支持PlayStation Vita平台游戏名称是「IA Visual Tracks Colorful」之縮寫。

## 流行文化中
Vocaloid-P在创作的歌曲使用IA的歌声库合成主人声并充当歌手，其中取得音乐排行榜名次的歌曲如下：
- 〈Children Record〉（チルドレンレコード，直译：「孩童记录」）是日本Vocaloid-P Jin的歌曲，收录于Jin首张同名单曲（2012年）。此曲的音乐视频于2012年7月21日播出，封面艺术由日本插画师Sidu（しづ）绘制。此曲是阳炎计划的主题曲，不同于之前讲述故事的歌曲，是Jin表达出发起阳炎计划的想法和意图，Jin希望大家能拒绝不公平的待遇，要勇敢地面对和抗争，曲名不仅是「孩子们的记录」，也意味「孩子们再次对抗不公的战略」。[25]关于销量和讨论度表现，此曲在Billboard Japan的综合歌曲排行榜Japan Hot 100最高位列第8，[26]YouTube热门用户生成内容歌曲排行榜Top User Generated Songs最高位列第12。[27]

- 〈Henceforth〉是日本Vocaloid-P Orangestar的歌曲，作为单曲于2020年6月5日自行发行。此曲首次收录于合辑《Exit Tunes Presents Vocalodelight feat.初音未来》（2021年），音乐视频于2020年5月21日播出，封面艺术由日本插画师M.B绘制。此曲是Orangestar在2017年沉寂后复出的首支歌曲，音乐视频在YouTube播出四天便收获过一百万的播放量。此曲的主题是夏日，旋律清爽，速度感十足，歌词是以面对听众诉说的方式表达自己的成长历程，每次不同的感慨声体现主角在成长中的情感变化，传递出即便是未完成也要勇往直前向梦想前进的信息。[28]此曲在Billboard Japan的热门下载歌曲排行榜Download Songs（日语：Billboard Japan Download Songs）最高位列第64，[29]Top User Generated Songs最高位列第5，[30]2022年度排行榜Top User Generated Songs排名第9。[31]

- 〈Surges〉是Orangestar的歌曲，作为单曲于2021年8月25日自行发行。此曲的音乐视频于2021年8月23日播出，封面艺术由M.B绘制，合唱人声同时使用初音未来合成。此曲的原始版本是日本食品品牌CalorieMate邀请Orangestar创作，夏背（日语：夏背）和Loin（ルワン）演唱的同名歌曲，作为CalorieMate于2021年7月16日发布的动画广告《Natsu ga Hajimaru.》（夏がはじまる。）的背景音乐，视频中描绘了学生们在积极参与社团活动的景象，然后学生们在体育比赛和活动因2019冠状病毒病疫情被叫停后任然用着各自的方式坚持训练，歌曲也相应表达出即使原本的计划和目标被疫情破坏，也要继续全力以赴地奋斗，朝着更远大的目标前进。[32][33]此曲在Download Songs最高位列第67。[34]

- 〈快晴〉（快晴，直译：「好天气」）是Orangestar的歌曲，作为单曲于2020年5月28日自行发行。此曲的音乐视频于2017年8月31日播出，原始版本收录于初音未来十周年纪念合辑《Re:Start》[35]此曲是Orangestar在2017年沉寂前发表的最后一首歌曲，描绘了人们在梅雨季节即将结束时期盼夏天即将到来的氛围，以及即便是离别，彼此的心还是相互联系。[36]此曲在Download Songs最高位列第77。[37]

- 〈Ausunoyozora Shōkaihan（日语：アスノヨゾラ哨戒班）〉（直译：「明日夜空巡逻队」）是Orangestar的歌曲，收录于Orangestar首张录音室专辑《Mikansei Eight Beats（日语：未完成エイトビーツ）》（2015年）。此曲作为单曲于2015年3月12日自行发行，音乐视频于2014年8月19日播出，封面艺术由M.B 绘制。此曲的主题是少年成长和前进，少年在他人的陪伴后面对未来的内心从不安到有所期望，最后为了能与他人再次共同前进而鼓起勇气去面对未来。[38]此曲在Top User Generated Songs最高位列第3，[39]2022年度Top User Generated Songs排名第10。[31]

- 〈Daybreak Frontline〉是Orangestar的歌曲，收录于Orangestar第二张录音室专辑《Seaside Soliloquies（日语：SEASIDE SOLILOQUIES）》（2017年）。此曲的音乐视频于2016年12月3日播出，封面艺术是由M.B绘制。此曲讲述了伙伴一起明确目标在慢慢长夜中坚定前行，使用自己的力量去迎接未来，摆脱过去的忧伤。[40]此曲在Top User Generated Songs最高位列第3，[41]2022年度Top User Generated Songs排名第19。[31]

## 外部連結
- IA的X（前Twitter）